# JEALOUS (JASMINEの曲)
『JEALOUS』（ジェラス）は2010年4月7日に発売された日本のシンガーソングライターJASMINEの4枚目のシングルである。1万枚完全限定生産シングルで、3ヶ月連続シングルリリースの第2弾にあたる。

## 背景
表題曲『Jealous』の作詞・作曲はJASMINEとJeff Miyaharaが共同で行った。1990年代のヒップホップ/R&Bのエッセンスとマイナー/ミディアム路線の曲調になっている。『NO MORE』完成以前にセカンドシングル候補として挙がっていた。カップリングの『I Need You to Survive』は前作に引き続きゴスペルのカバーであり、トークボックスを使用している。CD EXTRAとして2009年10月25日にさいたまスーパーアリーナで行われたニーヨの日本ツアーライブで、JASMINEがオープニングアクトとして披露した『恋』が収録されている。
2010年3月15日に公式サイトでジャケット写真が公開された。3月18日にJASMINEがパーソナリティを務めるラジオ番組『MUSIC WONDERLAND』（J-WAVE）で楽曲が初公開される。3月24日より着うたの配信が開始される。CD発売記念としてスペシャルサイト『禁断の恋.com』が開設される。同サイトではリスナーからの「禁断の恋」にまつわるエピソードを募集している。

## 批評
『hotexpress』の平賀哲雄は『JEALOUS』を「グローヴァー・ワシントン・ジュニアの『Just the Two of Us（邦題：クリスタルの恋人たち）』と“和”を融合したかのような大胆かつ繊細なトラック」とし、日本人離れした軽やかなボーカルワークで微妙な女心を歌っていると評した。また、R&B調のラブソングが溢れる状況下で「猫も杓子も」に含まれないそれを生み出すのは至難の業だと思うが、自分の欲求を素直に音楽に表すだけで郡を抜けてしまえるJASMINEは今の音楽シーンにとって重要な存在であり、「彼女と何かを比較すること自体がナンセンスであると思わせる1曲だ」と賛辞を送った。『WHAT's IN?』の川崎直子は楽曲を「'90年代R&B、ヒップホップの要素を織り込んだダンサブルなミディアム・チューン」と評し、「時代が求めているグルーヴ感を的確に捉えていてさすが」とコメントしている。

## チャート成績
2010年4月3日付けのUSEN総合チャートでは初登場12位で、デビュー以来続いた同チャートの初登場1位連続獲得記録が途切れた。2010年4月19日付けのオリコン週間チャートで推定売上2738枚で初登場20位を記録。2010年04月13日付けの日本レコード協会による着うたフルのダウンロード数を集計したRIAJ有料音楽配信チャートで初登場9位。2010年4月17日付けのTBS系音楽番組『COUNT DOWN TV』のTHIS WEEK'S 100で初登場17位。

## ミュージックビデオ
監督は『sad to say』『NO MORE』などを手がけたタナカノリユキが務める。着物をモチーフとして衣装を身に着けて歌うJASMINEや甲冑を着て刀で戦う武士2人とバック宙をする忍者が登場するなど全体的に和風をイメージしている。今回のイメージカラーは紫色である。

## 収録曲
| #  | タイトル                  | 作詞・作曲               | 時間 |
| -- | ------------------------- | ------------------------ | ---- |
| 1. | 「Jealous」               | JASMINE、Jeff Miyahara   | 3:34 |
| 2. | 「I Need You to Survive」 | デイビッド・フレージャー | 4:59 |

| #  | タイトル                                                                                         | 作詞 | 作曲・編曲 |
| -- | ------------------------------------------------------------------------------------------------ | ---- | ---------- |
| 1. | 「(エンハンスド)恋〜LIVE ver.from NE-YO The Collection LIVE 2009 GUEST ACT:JASMINE〜」(映像特典) |      |            |

## チャート
| チャート (2010年)        | 最高 順位 |
| ------------------------ | --------- |
| USEN総合チャート         | 12        |
| オリコン週間チャート     | 20        |
| RIAJ有料音楽配信チャート | 9         |
| CDTV THIS WEEK'S 100     | 17        |

## 発売日
| 地域 | 発売日        | 規格                               |
| ---- | ------------- | ---------------------------------- |
| 日本 | 2010年3月18日 | エアプレー                         |
| 日本 | 2010年3月24日 | デジタルダウンロード（着うた）     |
| 日本 | 2010年4月7日  | CDシングル                         |
| 日本 | 2010年4月7日  | デジタルダウンロード（着うたフル） |